# Rheingau
Rheingau – region Niemiec na prawym brzegu środkowego Renu.
Region jest znany z licznych zabytków i atrakcji turystycznych oraz jako zagłębie produkcji rieslinga. Administracyjnie należy do powiatu Rheingau-Taunus w kraju związkowym Hesja. Rheingau jest największym heskim obszarem produkcji win wysokojakościowych.

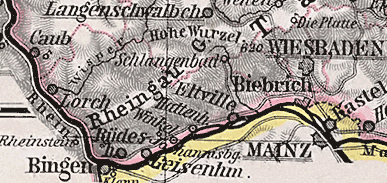
Mapa z 1905

## Geografia

### Krajobraz
Pod względem krajobrazowym region podzielony jest na trzy części:
- Bezpośrednio nad Renem znajdują się stoki o lekkim nachyleniu pokryte winnicami (wśród nich znajduje się wiele słynnych i uznanych winnic), malownicze wioski, stare zamki, kościoły i klasztory, co sprawia, że region jest bardzo atrakcyjny turystycznie.
- Wspominany pas winnic przechodzi łagodnie w Rheingaugebirge(inne języki) (pasmo górskie w górach Taunus). Najwyższe wzniesienie to Kalte Herberge(inne języki) – 619 m n.p.m. – jest to zalesiony pagórek nad Hallgarten.
- Pomiędzy Rüdesheim am Rhein i Lorch znajduje się wysoki, zalesiony obszar, na którego stokach znajdują się liczne winnice.

### Klimat
Klimat w Rheingau charakteryzują suche i ciepłe lata oraz łagodne zimy. W najkorzystniej usytuowanych ogrodach mieszkańców, w pobliżu Renu rosną drzewa śródziemnomorskie (figi, oliwki, morele i brzoskwinie). Nadreńskie skały porasta sucha roślinność. Średnia dzienna temperatura w miesiącach letnich przekracza 19 °C, a w zimie, często nie sięga 1 °C. Suma rocznych opadów wynosi od 450 mm w niektórych miejscach wzdłuż Renu i do ponad 1000 mm na Kalte Herberge.

### Gleby
W region Rheingau występuje wiele różnych rodzajów gleb. Rozróżnia się zasadniczo:
- lessowe i gliniaste – najczęściej na terenie Rheingau Środkowego i Wschodniego oraz w głębi miasta Lorch.
- gleby kwarcytowe (tzw. Taunusquarzit(inne języki)): wyższe partie centralnej i wschodniej części Rheingau w Lorch.
- łupek ilasty (tzw. Hunsrückschiefer(inne języki)) oraz fyllit: łupek w górach powyżej Rüdesheim am Rhein i Lorch, a fyllit w Assmannshausen, Kiedrich, Martinsthal i Rauenthal.
- gleby piaszczyste, iły i trzeciorzędowy margiel: wspólne dla wszystkich upraw winorośli i wikliny, zwłaszcza w Rüdesheim.
- młode gleby osadowe – w sąsiedztwie Renu i Menu.

## Historia
Za czasów Imperium Karolińskiego Rheingau było niemieckim gau zarządzanym w imieniu króla. byW roku 983 biskup moguncki Willigis otrzymał ten obszar od Ottona II – przekazanie własności miało miejsce w Weronie 13 czerwca tego roku.
Region Rheingau był przez 600 lat, aż do końca XVIII wieku naturalną twierdzą graniczną, czemu sprzyjało ukształtowanie terenu.

## Winiarstwo
Warunki klimatycznie sprzyjają uprawie winorośli, która była uprawniana w Rheingau już od czasów Karola Wielkiego. Wina z Rheingau, a zwłaszcza tutejszy riesling są znane na całym świecie.

### Winnice, odmiany winorośli i gatunki wina
Rheingau wyróżnia się nie tylko pod względem jakości produkowanych win, ale także – wielkości obszarów, na których uprawiana jest winorośl; region zajmuje pod tym względem 7 miejsce w Niemczech. Prawie 2,5% niemieckich zbiorów wina to zbiory z Rheingau. Rocznie produkuje się tu 20 mln litrów wina, z czego 85% to wino białe. Średnia wydajność wynosi 6700 litrów na hektar, podczas gdy średnia niemiecka wynosi około 9500 litrów. Niekwestionowanym liderem wśród odmian winorośli jest riesling (80%), za którym podąża wykorzystywany głównie na wina czerwone spätburgunder – 12,5% i müller-thurgau – jedynie 2%.

## Atrakcje turystyczne
Region Rheingau przyciąga turystów licznymi atrakcjami, m.in. Niederwalddenkmal, klasztor Eberbach, zamki: Reinhartshausen, Johannisberg, Vollrads i żurawiem w Oestrich-Winkel, a także starówkami w Rüdesheim am Rhein (zwłaszcza uliczka Drosselgasse), Eltville am Rhein z pałacem i Kiedrich. Zachodnia część Rheingau wchodzi w skład wpisanej od 2002 na listę UNESCO doliny środkowego Renu.

### Galeria

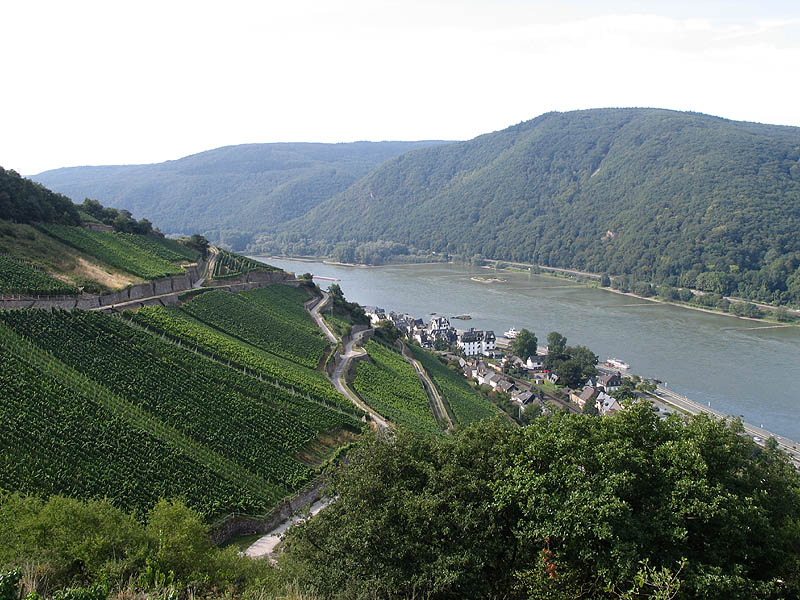
Winnica Höllenberg, znana z czerwonego spätburgundera (Assmannshäuser Höllenberg).
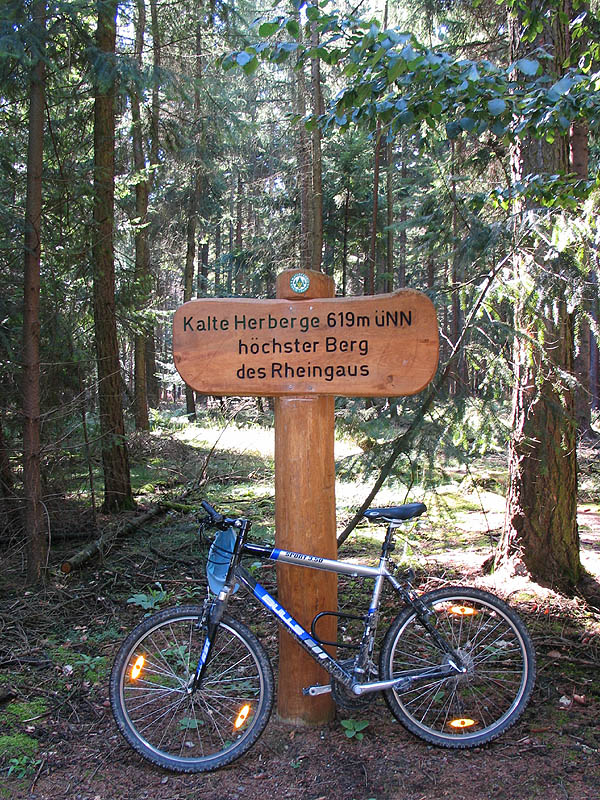
Szczyt Kalte Herberge
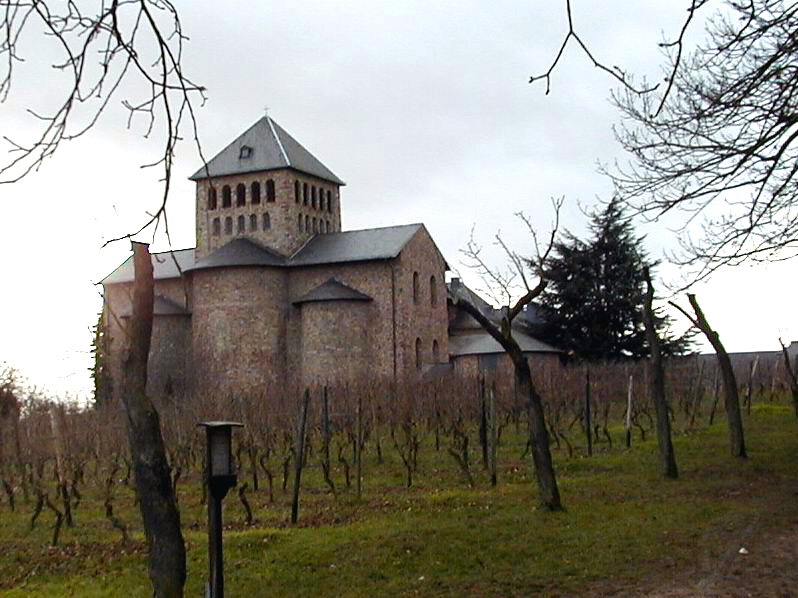
Klasztor przy zamku Johannisberg
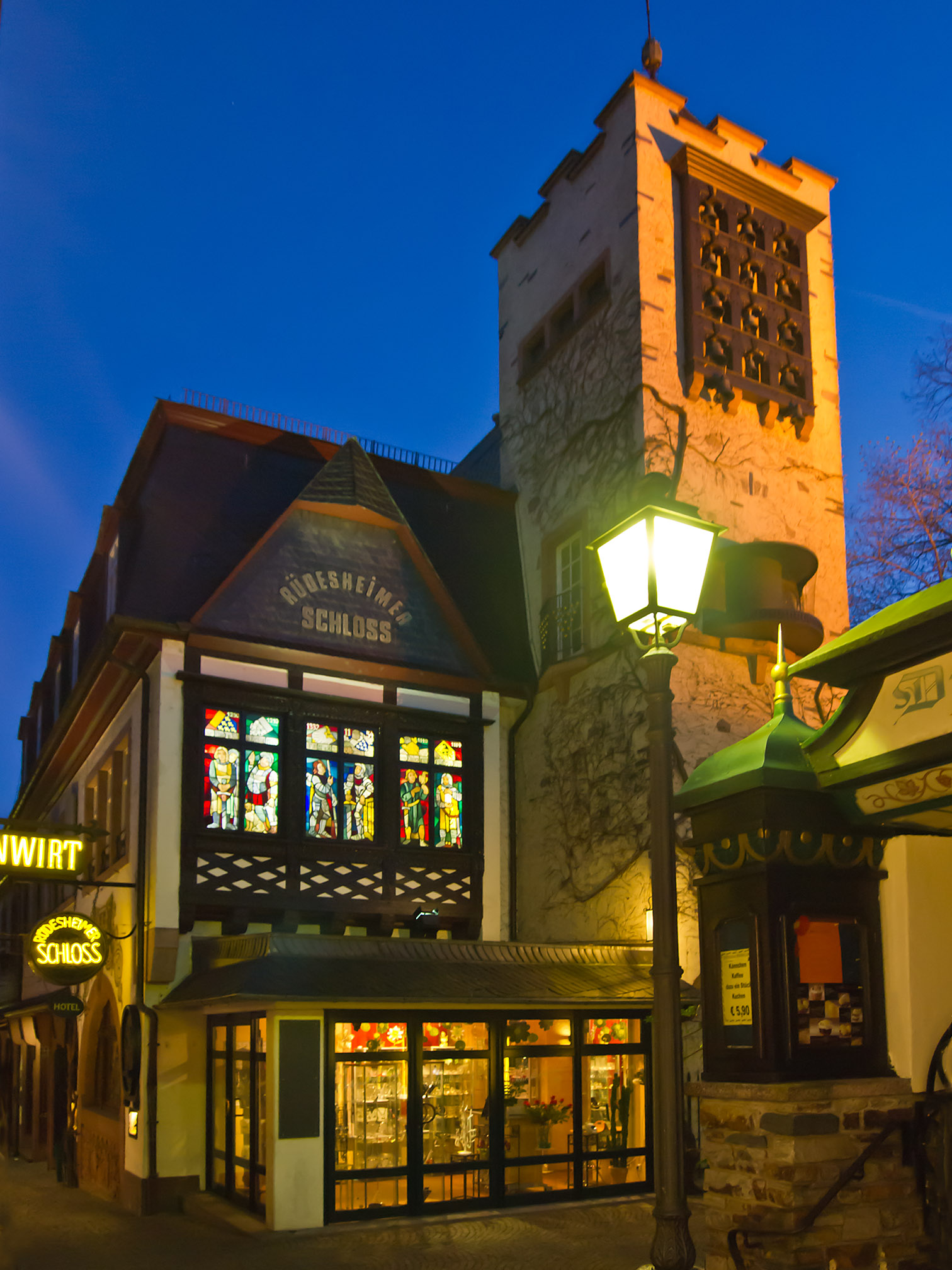
Jeden z budynków przy Drosselgasse w Rüdesheim
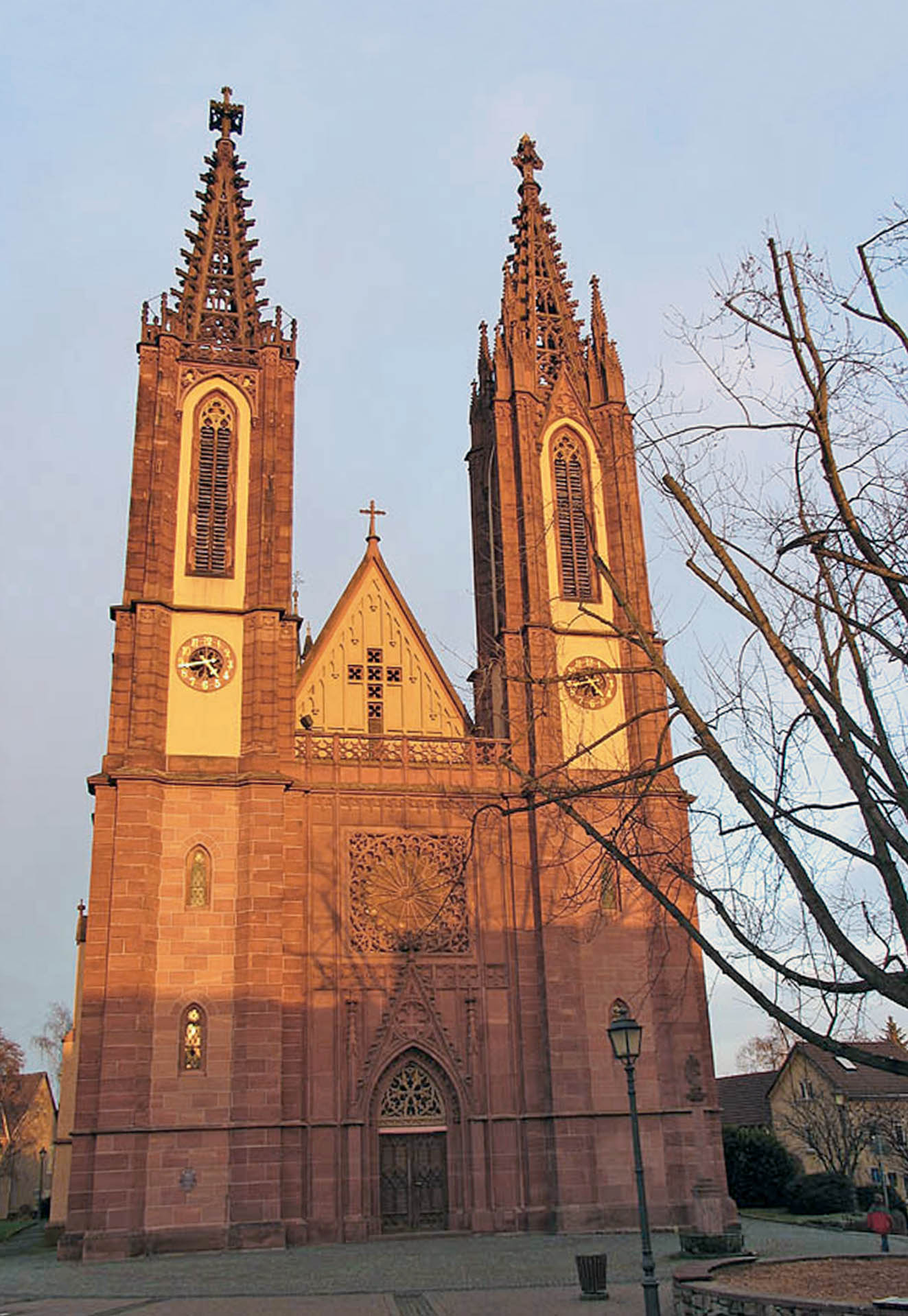
Katedra Rheingau w Geisenheim
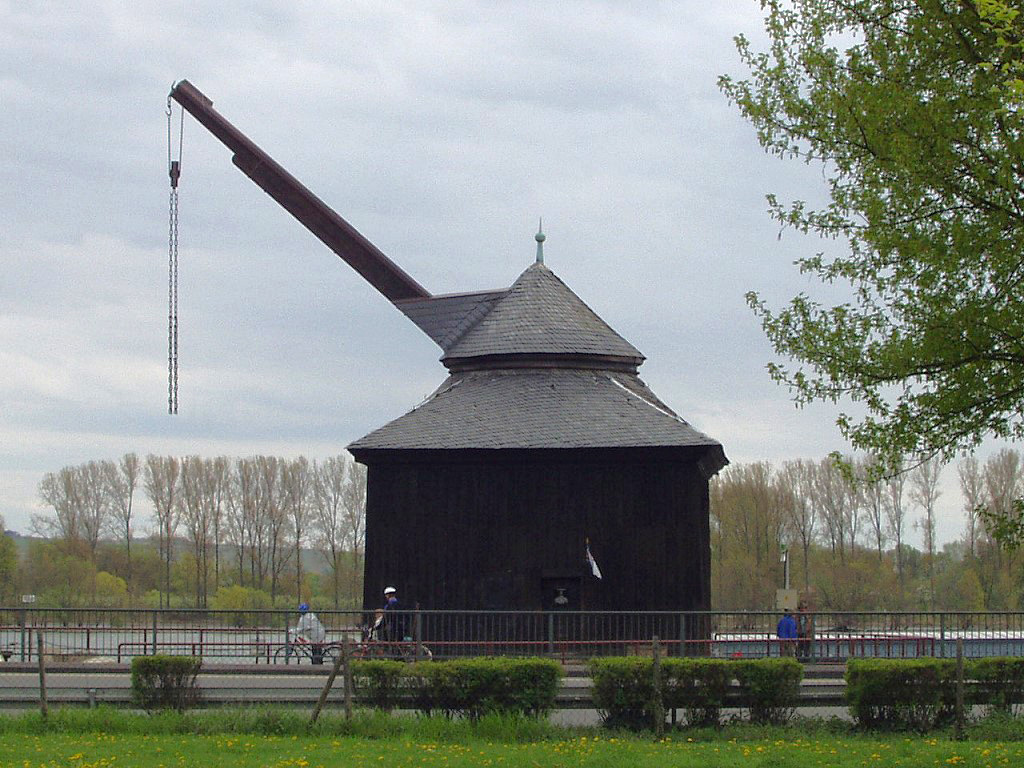
Żuraw w Oestrich-Winkel, ostatni zachowany żuraw winny
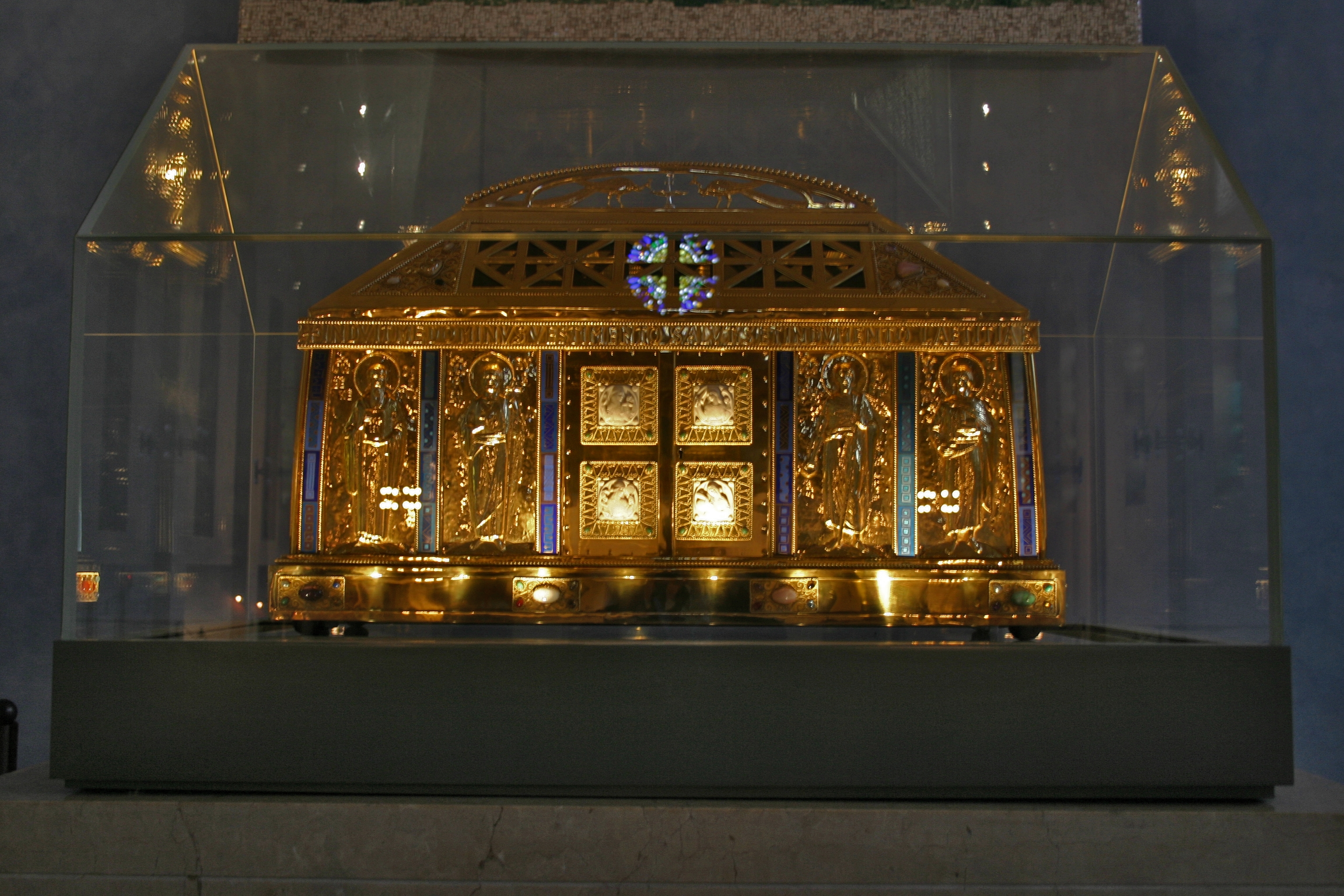
Relikwiarz świętej Hildegardy z Bingen w kościele parafialnym w Eibingen
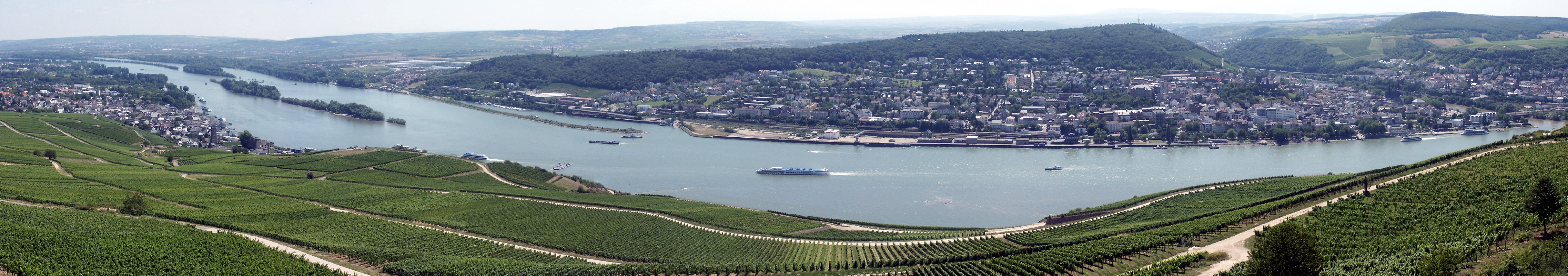
Reńska panorama

## Kultura
- Rheingau-Musik-Festival
- Rheingauer Platt
- Festiwal literacki w Rheingau – "WeinLese"
- Magazyn kulturowo-lajfstajlowy – "VivArt", Wiesbaden & Rheingau

## Literatura
- Becker, Dirk M. – vivat Wiesbaden und Rheingau – Spaziergänge zwischen Tradition und Moderne, Universum Verlag 2006, ISBN 389869141-1
- Karl Baedeker GmbH – Baedeker Wiesbaden Rheingau, Ostfildern-Kemnat 2001, ISBN 3-8795-4076-4
- Oliver Bock – Rheingau von A bis Z, Societäts Verlag, ISBN 3-7973-0921-X
- Oliver Bock – Rheingauer Weinschmecker, Societäts Verlag
- Oliver Bock – Der Rheingau – Des Stromes Goldene Mitte, Societäts Verlag
- Alfred Zirwes – Im Rheingau unterwegs, Societäts Verlag
- Hans Ambrosi, Wolfgang Blum – Rheingau pur, Verlagsgruppe Rhein Main
- Herbert Michel – Rheingauer Dialekt, Gesellschaft zur Förderung der Forschungsanstalt Geisenheim anlässlich deren 125-jährigen Bestehens, ISBN 3-9805-265-1-8
- Magazin für Kultur und Lebensart – vivat Wiesbaden und Rheingau, Universum Verlag Wiesbaden
- C.u.F. Lange – Das Weinlexikon, Fischer Verlag 2003, ISBN 3-596-15867-2
- Richard Henk – Rheingau, Brausdruck GmbH, Heidelberg, ISBN 3-921524-90-3
- Martin Mosebach: Der Rheingau (ein Essay in Deutsche Landschaften), S. Fischer Verlag 2003, ISBN 3-10-070404-5
- Alfred Zirwes – "Im Rheingau-Gebirge unterwegs", Societäts Verlag, ISBN 3-7973-0839-6
- Alfred Zirwes – "Auf Kur in den Rheingau", Selbstverlag, ISBN 3-00-015910-X